# Montilly
Montilly är en kommun i departementet Allier i regionen Auvergne-Rhône-Alpes i de centrala delarna av Frankrike. Kommunen ligger  i kantonen Moulins-Ouest som ligger i arrondissementet Moulins. År 2022 hade Montilly 496 invånare.

## Befolkningsutveckling
Antalet invånare i kommunen Montilly
Referens: INSEE